# 케이트 리치
케이트 리치(Kate Ritchie, 1978년 8월 14일 ~ )는 오스트레일리아의 배우이다.